# فرانس كرويغر

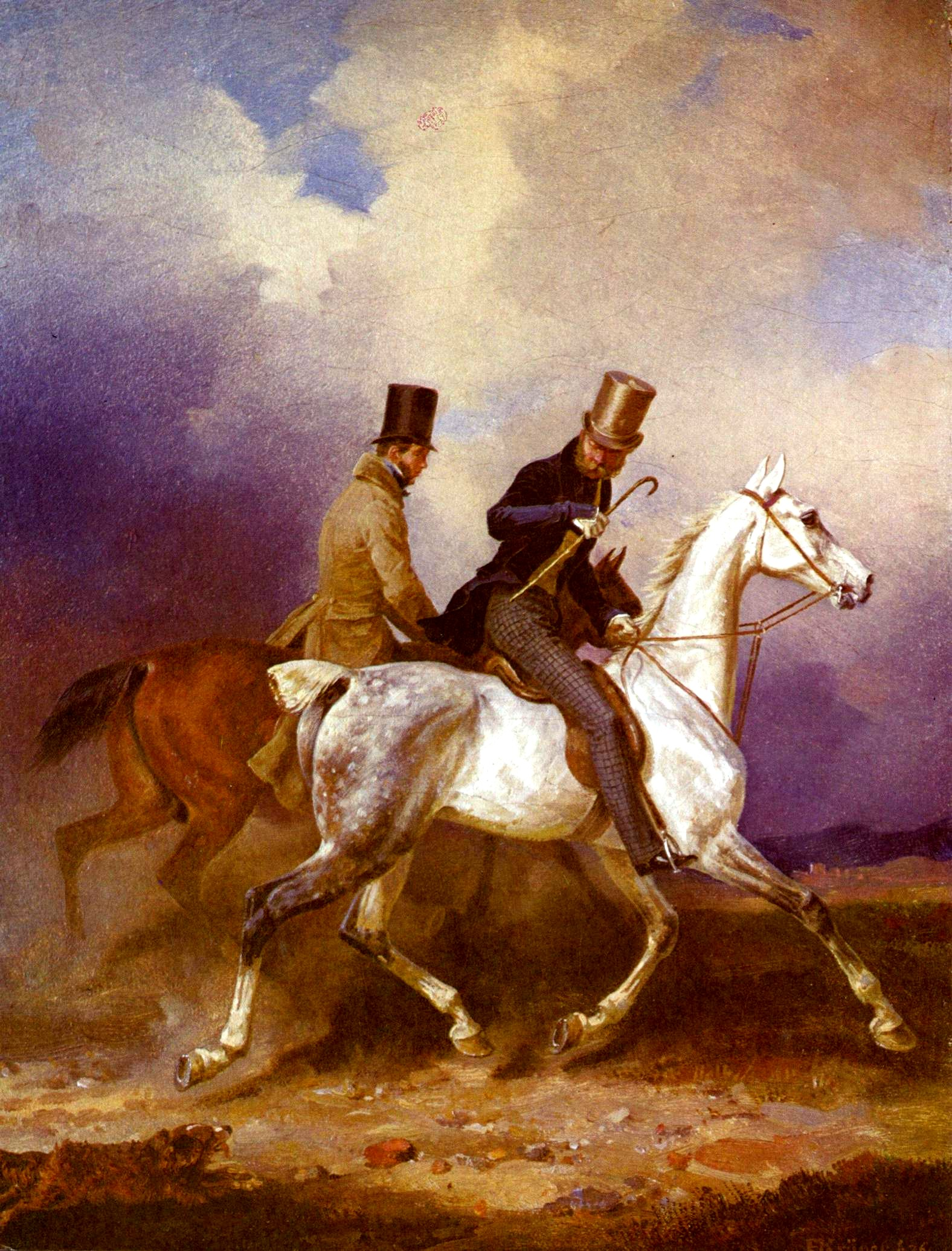
إحدى أعمال فرانس كرويغر.

 فرانس كرويغر (بالألمانية: Franz Krüger) من مواليد 10 أيلول 1797 وتوفي في 21 كانون الثاني 1857. كان رساما ونحاتا ألمانياً

## روابط خارجية
- فرانس كرويغر على موقع ديسكوغز (الإنجليزية)